# Cuasi-empirismo matemático
Aun cuando no hay una definición formal de cuasi-empirismo matemático, este puede ser entendido como la tentativa, en el contexto de la filosofía de las matemáticas, de llamar la atención a que el conocimiento matemático no es, como muchos asumen, radicalmente diferente al resto del conocimiento científico. La sugerencia es un llamado a no sólo concentrarse en los aspectos formales de los fundamentos de las matemáticas, sino incluir el estudio de la práctica matemática, la manera en que los matemáticos realmente proceden (ver La heurística como metodología científica), y el cómo esa práctica se relaciona con otras ramas del conocimiento; en particular, a las relaciones con la física, ciencias sociales, y «matemáticas computacionales». Hay varios temas que son de interés para esta discusión: la relación del empirismo con las matemáticas, las cuestiones relacionadas con el realismo, la importancia de la cultura, urgencia o necesidad de cualquier aplicación, etc.
De acuerdo a Imre Lakatos, una característica fundamental del cuasi-empirismo es que este considera que sus demostraciones no son eternas o necesariamente verdaderas:

"Una teoría euclídea de la geometría puede ser proclamada verdadera. Una teoría cuasi-empírica puede  —a lo más— ser bien corroborada, pero es siempre conjetural. Adicionalmente, en una teoría Euclidiana los postulados verdaderos básicos en "la cumbre"  del sistema deductivo (generalmente llamados axiomas) demuestran, por así decirlo, el resto del sistema; en una teoría cuasi-empírica los postulados básicos son explicados por el resto del sistema."

El cuasi-empirismo se contrapone al proyecto (o escuela) fundacionalista: la tentativa de proveer el conocimiento matemático con bases firmes e indudables.
Consecuentemente se ha aducido que la tesis central del cuasi-empirismo es que A) no podemos saber que hemos obtenido la verdad, pero B) podemos mejorar nuestro conocimiento y saber que lo hemos mejorado. (véase también Teoría de la justificación).

## Origen del concepto
El origen del cuasi-empirismo puede ser trazado al empirismo matemático de John Stuart Mill, para quien los conceptos matemáticos proceden del mundo físico y las verdades de la matemática son verdades acerca del mundo físico, aunque de un carácter más general. Las verdades matemáticas serían las verdades más generales de todas
A pesar de que la sugerencia de Mill no encontró muchos seguidores (Philip Kitcher: "el problema que muchas de sus formulaciones son imprecisas (casi invitando las bien conocidas ironías de Frege) y, en adición, Mill solo considera las más rudimentarias partes de la matemáticas"), posteriormente la idea básica fue, aparte de Kitcher mismo y entre otros, retomada por: Stephan Körner; László Kalmár. y Carl E. Behrens, quien sugiere que  "Al rehabilitar el empirismo de John Stuart Mill y combinarlo con el conocimiento cada vez mayor de la naturaleza de la mente humana, podemos escapar del indefinible universo platónico de la conciencia inmaterial y abandonar la vana búsqueda por la certidumbre que ha plagado la filosofía desde los tiempos de los griegos.
Para Körner, "las teorías científicas integradas en la matemática funcionan y están justificadas, junto con su marco de trabajo matemático como constituyentes sincategoremáticos  de las proposiciones empíricas ". Para Kalmar "los axiomas de cualquier rama interesante de las matemáticas fueron originalmente extraídos, más o menos directamente, de los hechos empíricos, y las reglas de inferencia utilizadas en ella originalmente manifestaron su validez universal en nuestra práctica del pensamiento; III) la consistencia de la mayoría de nuestros sistemas formales es un hecho empírico, (y) aun cuando se ha demostrado, la aceptabilidad de los métodos metamatemáticos utilizados en la prueba (por ejemplo inducción transfinita hasta cierto ordinal constructivo) es de nuevo un hecho empírico.".
En 1950, Raymond Wilder publicó su "The Cultural Basis of Mathematics" desarrollando la idea que la matemática es, por lo menos en parte, un producto cultural. Consecuentemente su historia, o, más precisamente, la historia del desarrollo de las propuestas y concepciones básicas, adquieren un interés fundamental.
Un argumento principal con respecto al cuasi-empirismo es que, si bien las matemáticas y la física se consideran campos de estudio estrechamente relacionados, esto puede reflejar un sesgo cognitivo humano. Se afirma que, a pesar de la aplicación rigurosa de los métodos empíricos apropiados o la práctica matemática en cualquiera de los campos, esto sería insuficiente para refutar enfoques alternativos.
Eugene Wigner (1960) señaló que esta cultura no necesita estar restringida a las matemáticas, la física o incluso a los humanos. Afirmó además que "El milagro de la idoneidad del lenguaje de las matemáticas para la formulación de las leyes de la física es un regalo maravilloso que no entendemos ni merecemos. Debemos estar agradecidos por ello y esperar que siga siendo válido en futuras investigaciones. y que se extenderá, para bien o para mal, para nuestro placer, aunque quizás también para nuestro desconcierto, a amplias ramas del saber.» Wigner usó varios ejemplos para demostrar por qué el 'desconcierto' es una descripción apropiada, como mostrar cómo las matemáticas se suman al conocimiento situacional de maneras que no serían posibles de otra manera o que están tan fuera del pensamiento normal que pasan desapercibidas. La capacidad predictiva, en el sentido de describir fenómenos potenciales antes de la observación de los mismos, que puede ser sustentada por un sistema matemático, sería otro ejemplo.
Siguiendo a Wigner, Richard Hamming (1980) escribió sobre las aplicaciones de las matemáticas como un tema central de este tema y sugirió que el uso exitoso a veces puede triunfar sobre la demostración, en el siguiente sentido: donde un teorema tiene una veracidad evidente a través de la aplicabilidad, luego la evidencia que muestra que la prueba del teorema es problemática resultaría más en tratar de afirmar el teorema que en intentar rehacer las aplicaciones o negar los resultados obtenidos hasta la fecha. Hamming tenía cuatro explicaciones para la 'eficacia' que vemos con las matemáticas y definitivamente vio este tema como digno de discusión y estudio.
1. "Vemos lo que buscamos". Por qué 'cuasi' es apropiado en referencia a esta discusión.
2. "Seleccionamos el tipo de matemática a utilizar". Nuestro uso y modificación de las matemáticas son esencialmente situacionales y dirigidos por objetivos.
3. "La ciencia, de hecho, responde comparativamente a pocos problemas". Lo que todavía hay que mirar es un conjunto más grande.
4. "La evolución del hombre proporcionó el modelo". Puede haber límites atribuibles al elemento humano.

Para Willard Van Orman Quine (1960), la existencia es sólo existencia en una estructura. Esta posición es relevante para el cuasi-empirismo porque Quine cree que la misma evidencia que respalda la teorización sobre la estructura del mundo es la misma evidencia que respalda la teorización sobre estructuras matemáticas.
En 1975, Hilary Putnam publicó su "What is Mathematical Truth", proponiendo que, si bien es cierto que las aserciones matemáticas tienen una existencia objetivamente correcta o incorrecta, esto no quiere decir que la realidad está bifurcada entre una realidad de cosas materiales, sobre la cual existe (de alguna manera) otra realidad de "cosas matemáticas". La realidad de las (aserciones) matemáticas ha sido a menudo confundida con la realidad de los objetos matemáticos y con la idea que sus proposiciones correctas son conocimiento "a priori". Por el contrario, el conocimiento matemático se parece al conocimiento empírico, es decir, el criterio fundamental de verdad para ambos tipos de conocimiento es el éxito de las ideas en la práctica. Y en ambos campos el conocimiento no es absoluto, sino corregible.
El primero en utilizar el término  "cuasi-empirismo" fue Lakatos en su "A Renaissance of Empiricism in the Recent Philosophy of Mathematics" de 1976 (pero desarrollado a partir de una ponencia en una conferencia en 1967). Lakatos había comenzado (ver, por ejemplo, su tesis doctoral, eventualmente publicada —con muchas modificaciones— como "Pruebas y Refutaciones". La lógica del descubrimiento matemático tratando de aplicar la teoría del conocimiento de Karl Popper a un área (la matemática) para la cual no estaba entendida. La exitosa extensión de la propuesta de Popper sugiere que la percepción original, que no hay una diferencia radical, infranqueable,  entre conocimiento científico y matemático, es correcta. Y al mismo tiempo llevó a una clarificación y extensión de la metodología popperiana.

## El cuasi empirismo de Putnam[27]
Hilary Putnam esta fuertemente influido por las tesis de Willard Van Orman Quine acerca del holismo semántico de las teorías (de acuerdo a la cual las proposiciones solo pueden ser entendidas en relación con un lenguaje previamente entendido)  y la "epistemología naturalizada" (que enfatiza la importancia del método de las ciencias naturales en la teoría del conocimiento), pero también por la obra de Reichenbach, acerca del impacto de la física moderna en nuestra concepción de la ciencia y de la realidad.
Putnam acepta sin problemas el que las matemáticas no son ciencias experimentales y que son más a priori que, por ejemplo, la física, sin embargo señala que la distinción entre lo a priori y lo a posteriori es más bien relativa: que algo sea a priori significa, simplemente, que juega un papel fundamental en nuestra concepción del mundo o en nuestra forma de vida y que, por tanto, no estamos dispuestos a renunciar a ello.
Por ejemplo: la teoría de conjuntos es indispensable para la física, por ello, las entidades sobre las cuales cuantifica, a saber, los conjuntos, deben ser considerados como reales, pues no se puede aceptar el conocimiento que proporciona la física sin aceptar dichas entidades o, mejor dicho, al aceptar el conocimiento de la física, ya se ha aceptado, implícitamente, la teoría de conjuntos. Así, las matemáticas comparten el contenido empírico con las teorías físicas de las que forman parte y se modifican junto con ellas.
Según Putnam en las matemáticas hay un juego entre postulación, pruebas informales o cuasi-empíricas y revolución conceptual. De forma análoga a lo que pasa en el campo de las teorías empíricas, en las matemáticas hay distintas teorías rivales, algunas de las cuales han sido abandonadas por su falta de adecuación, como sucedió en el caso del desarrollo de la mecánica cuántica: se descubrió que el mundo físico no es explicable por medio de la lógica cuántica sino que es necesaria una lógica polivalente, que vaya más allá del principio de tercero excluido, del mismo modo que la geometría euclidiana fue superada por la no euclidiana.
Putnam (op. cit) afirmó que las matemáticas habían aceptado tanto pruebas informales y pruebas por autoridad,  como cometido y corregido errores a lo largo de su historia. Agregó que el sistema de Euclides, de demostración de teoremas de geometría es exclusivo de los griegos clásicos y no evolucionó de manera similar en otras culturas matemáticas, tales como las de China, India y Arabia. Esta y otras evidencias llevaron a muchos matemáticos a rechazar, junto con la ontología de Platón, las asunciones básicas del platonismo que, junto con los métodos y la epistemología de Aristóteles, había servido como una ontología base para el mundo occidental desde sus inicios. Putnam y otros (1983) argumentan que una cultura verdaderamente internacional de las matemáticas (es decir, una matemática no culturalmente sesgada) tendría necesariamente que ser al menos 'cuasi'-empírica (incluyendo "el método científico" para el consenso si no para experimentos).

## El cuasi empirismo de Lakatos[27]
Imre Lakatos está influido por la metodología popperiana de las conjeturas y refutaciones (ver La lógica de la investigación científica), así como algunas ideas de George Pólya acerca de Cómo plantear y resolver problemas, especialmente sobre el papel de la heurística en el descubrimiento en matemáticas.
Lakatos abogó por programas de investigación como un medio para proveer una base para las matemáticas y consideró los experimentos mentales como adecuados para descubrimiento matemático.
Lakatos propone que:
1. las pruebas formales son falseables por medio de las pruebas informales;[32]
2. el proceder de las matemáticas no es axiomático, como plantean los formalistas, sino basado en una sucesión de pruebas y refutaciones que sólo llegan a resultados falibles;[33]
3. el intento de proveer de fundamentos a las matemáticas conlleva un retroceso al infinito;[34]
4. la historia de las matemáticas debe ser estudiada no a través de teorías aisladas sino de series de teorías o, mejor aún, de programas de investigación que incluyen un núcleo firme no falseable y un cinturón protector de hipótesis auxiliares que sí son falseables, pero que son modificables;[35]
5. debemos preferir no el programa matemático que esté completamente axiomatizado sino el que sea progresivo, esto es, el que permita descubrir hechos nuevos e inesperados.[36]

La supuesta necesidad de las matemáticas, nos dice Lakatos, deriva de que nos hemos olvidado, no conocemos, o no valoramos adecuadamente el proceso de pruebas y refutaciones informales, siempre falibles, por medio del cual se llega a las pruebas formales que después dan lugar a las axiomatizaciones
Se ha sugerido que la posición de Lakatos puede ser resumida en las siguientes dos tesis:
- Tesis de falibilidad: la falibilidad es una característica esencial del conocimiento matemático. La mayoría de las filosofías de la matemática son infalibilista. Los infalibilistas argumentan que, aunque los matemáticos en la práctica cometen errores, el conocimiento matemático es esencialmente infalible. El cuasi-empirismo de Lakatos consiste,  de hecho, en la tesis de falibilidad. Aunque sus respectivas temáticas son diferentes, las teorías matemáticas y las teorías empíricas tienen en común el hecho de que son falibles.
- Tesis de racionalidad: A pesar de su carácter falible el desarrollo de la investigación matemática no es totalmente arbitrario, sino que posee su propia racionalidad. Conocimiento matemático falible es sustituido por (otro) conocimiento falible de acuerdo con ciertas normas de racionalidad.

## Desarrollos posteriores
Recientemente la antología "Nuevas direcciones en la filosofía de las matemáticas" (Thomas Tymoczko)  ha contribuido al florecimiento de una filosofía cuasi-empírica, como la alternativa frente a los callejones sin salida a los que han llegado los programas fundacionistas y establece que las matemáticas son conjeturales como las ciencias empíricas, pero, también, defiende la idea de que la filosofía de las matemáticas debería estudiar la práctica efectiva y la ciencia real, lo que ha abierto la puerta a enfoques sociológicos, etnológicos, de género, etcétera.
A partir de lo anterior han surgido propuestas tales como el «constructivismo social» de Paul Ernest y el «humanismo» de Reuben Hersh que difícilmente serían aceptadas por Lakatos o Putnam dado que desde la perspectiva de esos autores esas sugerencias conducen al relativismo y al irracionalismo.

### Algunos desarrollos de posible interés
Uno de los asuntos básicos que el cuasi-empirismo busca responder es el de la llamada Irrazonable eficacia de la matemática (Véase también Cuestiones recurrentes). Por ejemplo, mientras frecuentemente se considera que las matemáticas y la física son ámbitos de estudio estrechamente vinculados a través de la matematización, esto puede reflejar un sesgo cognitivo humano. Se ha afirmado que, a pesar de la aplicación rigurosa y exitosa de métodos y/o la práctica matemática empíricos adecuados en cualquier área de estudio, esto no sería suficiente para refutar enfoques alternativos. En las palabra de Hermann Weyl: "Matematizar" podría perfectamente ser una actividad creativa del hombre, como la lengua o la música, de originalidad primaria, cuyas decisiones históricas desafían completamente la racionalización objetiva".
Eugene Paul Wigner comienza narrando dos anécdotas, antes de notar «Las dos historias anteriores ilustran los dos puntos principales que son los sujetos de la presente discurso. El primer punto es que los conceptos matemáticos aparecen en contextos totalmente inesperados. Además, a menudo permiten una descripción inesperadamente adecuada y precisa de los fenómenos en esos contextos. En segundo lugar, sólo por esa circunstancia, y dado que no entendemos las razones de esa utilidad, no podemos saber si una teoría formulada en términos de conceptos matemáticos es especialmente apropiada. Estamos en una posición similar a la de un hombre provisto con un manojo de llaves y que, al tener que abrir varias puertas en sucesión, siempre da en la llave correcta a la primera o segunda tentativa. Llegó a ser escéptico acerca de la singularidad de la coordinación entre las llaves y las puertas».  Wigner terminó afirmando que "El milagro de la adecuación del lenguaje de las matemáticas para la formulación de las leyes de la física es un regalo maravilloso que ni entendemos ni merecemos. Debemos estar agradecidos por ello y esperar que siga siendo válido en futuras investigaciones y que se extienda, para bien o para mal, para nuestro placer, aunque quizás también para nuestro desconcierto, a otras anchas áreas de estudio."  Wigner utilizó varios ejemplos para demostrar por qué "desconcierto" es una descripción apropiada, tal como mostrar el cómo las matemáticas agregan a la suma del conocimiento «práctico» en formas que ya sea no son posible de otro modo o están tan fuera de la manera normal de pensar que aparecen como o son de poco interés.  Otro ejemplo sería la capacidad de predicción, en el sentido de describir fenómenos potenciales antes de la observación de los mismos, que puede ser proporcionada por un sistema matemático.
Siguiendo a Wigner, Richard Hamming sugirió que las aplicaciones de las matemáticas son un tema central en este tópico y agregó que el uso exitoso puede ser superior, a veces, a una demostración, en el siguiente sentido: cuando un teorema obtiene veracidad evidente a través de su aplicabilidad, el resultado de evidencia posterior que muestre la demostración del teorema como problemática podría más bien llevar a tentativas de fortificar el teorema que a tentativas de rehacer las aplicaciones o negar los resultados obtenidos hasta la fecha. Hamming sugirió cuatro explicaciones de la "eficacia" que encontramos en las matemáticas:
- "Encontramos lo que buscamos". La creencia de que la ciencia está basada en experimentos es sólo parcialmente correcto. Más bien, nuestro aparato intelectual es tal que gran parte de lo que vemos proviene de las gafas nos ponemos.
- "La matemática es creada y seleccionada para usos específicos". Nuestro uso y modificación de las matemáticas es esencialmente situación y orientado a un objetivo concreto. Por ejemplo, cuando escalares resultaron inadecuados para la comprensión de « fuerzas»,  se inventaron primero vectores, y luego tensores.
- "Las matemáticas se refieren solo a una parte de la experiencia humana". Sugerir que el mundo puede ser explicado por las matemáticas es solo un acto de fe. La mayor parte de la experiencia humana no puede ser explicada por la ciencia o las matemáticas, sino por la filosofía de valor, incluyendo la ética, la estética y la filosofía política.
- "La evolución ha preparado los seres humanos a pensar matemáticamente". Puede haber límites atribuibles al factor humano.

### Esbozos
Otra novedad relevante serían los debates relativos a la teoría de la computación, especialmente las relacionadas con "interactividad" y el significado y el uso del "modelo de Turing" (Tesis de Church-Turing, Máquina de Turing, etc.)
Peter Wegner sugiere que la computación interactiva puede ayudar a que las matemáticas constituyan un marco más apropiado (empírico) que el que puede ser fundado con solo el racionalismo. Relacionado con este argumento es que una función (incluso una relacionada de forma recursiva ad infinitum) es un constructo demasiado simple como para manejar la realidad de las entidades que se resuelven (a través de la computación o algún tipo de analógicas) en los sistemas n-dimensionales (en el sentido general de la palabra).
Por su parte, Gregory Chaitin sugiere una aleatoriedad subyacente a las matemáticas. Chaitin propone que hay cosas en las matemáticas que son verdaderas sin ninguna razón que las justifique y que hay resultados matemáticos que no se pueden obtener mediante el razonamiento. Y lo demuestra construyendo un objeto puramente aleatorio que él llama "la probabilidad de detención" (halting probability). Chaitin entonces aboga por matemáticas experimentales, lo que justifica recordando que el resultado de los Teoremas de incompletitud de Gödel (y trabajos posteriores por otros, incluyendo el mismo Chaitin) implican que el sueño de Hilbert, de unas matemáticas completamente axiomatizadas, seguirá siendo un sueño para siempre. Chaitin nos recuerda que la física experimental funciona bastante bien si uno tiene la capacidad de reconocer que a veces se cometen errores.
Stephen Wolfram  en su "Un nuevo tipo de ciencia" sugiere que la indecidibilidad  puede ser algo más que una abstracción, aplicable, como concepto matemático, solo a sistemas relativamente complejos (ver Independencia (lógica matemática)). Puede, por el contrario, tener importancia práctica. Por ejemplo,  una característica notable de los programas informáticos simples es que un porcentaje significativo de ellos son capaces de producir gran complejidad. Simplemente enumerar todas las posibles variaciones de casi cualquier clase de programas rápidamente nos conduce a ejemplos de cosas inesperadas e interesantes.  En un sentido, no hay bastante espacio en la definición del programa para codificar directamente todas las cosas que el programa puede hacer. Por tanto, los resultados de los programas simples pueden ser vistos como un ejemplo de Emergencia. Una deducción lógica de este fenómeno es que si los detalles de las reglas del programa tienen poca relación directa con su comportamiento, entonces es muy difícil ingeniar directamente un programa simple que realice solo y exclusivamente un comportamiento específico. Una aproximación alternativa es intentar ingeniar un simple esquema computacional global, y luego hacer una búsqueda de fuerza bruta a través de todos los posibles componentes hasta llegar al mejor ajuste.  Consecuentemente, Wolfrang propone lo que el percibe como una nueva tradición: la investigación sistemática, empírica de los sistemas computacionales.